# Uchū Kyōdai
Uchū Kyōdai (jap. 宇宙兄弟, dt. „Weltraumbrüder“, auch bekannt als Space Brothers) ist eine Mangareihe des japanischen Künstlers Chūya Koyama, die seit 2008 im von Kōdansha herausgegebenen Magazin Morning veröffentlicht wird. Sie erzählt die Geschichte zweier Brüder, die sich nach Beobachtung eines UFOs entschließen, Astronauten zu werden. Der Manga gewann mehrere Preise und wurde in den Jahren 2012 bis 2014 durch A-1 Pictures unter der Regie von Ayumu Watanabe als Anime-Fernsehserie und -Film adaptiert. Eine Realverfilmung startete am 5. Mai 2012 in den japanischen Kinos.

## Handlung
Im Mittelpunkt der Geschehnisse steht das Leben der beiden Brüder Mutta und Hibito Nanba. Beide beobachten zusammen im Jahr 2006 ein UFO, das in Richtung Mond fliegt, und beschließen daraufhin, Astronauten zu werden, in der Hoffnung, selbst die Spuren für ihre Beobachtung finden zu können. Während es Hibito im Jahre 2025 bereits geschafft hat, Astronaut zu werden, und auf den Mond fliegen darf, kämpft Mutta, dessen Leben im Gegensatz zu seinem Bruder vom Pech verfolgt wird, immer noch für sein Wunschtraum auf den Mars fliegen zu können, bis er schließlich auch akzeptiert wird, am Astronautentraining teilnehmen zu dürfen.

### Charaktere
Mutta Nanba (南波 六太, Nanba Mutta)
Er ist der ältere der beiden Brüder und wurde am 28. Oktober 1993 geboren. Also genau an jenem Tag, an dem Japan die Qualifikation für die Fußball-Weltmeisterschaft 1994 in den USA wegen eines 2:2-Unentschieden gegen den Irak, verpasste und der wie ein böses Omen über seinen Werdegang steht. So wollte er seinem jüngeren Bruder Hibito immer einen Schritt voraus sein, geriet aber immer wieder in missliche Situationen, die ihn zurückwarfen.
Hibito Nanba (南波 日々人, Nanba Hibito)
Als jüngerer Bruder wurde Hibito am 17. September 1996 geboren. Dies war der Tag, an dem Hideo Nomo einen Rekord in der Major League Baseball aufstellte und die japanischen Fans entzückte. So steht sein Leben im Zeichen des Erfolges und er überholt schon bald seinen Bruder in den ambitionierten Plänen, da ihm alles zuzufallen scheint.

## Entstehung und Veröffentlichungen
Die Mangareihe Uchū Kyōdai wird vom Mangaka Chūya Koyama geschrieben und gezeichnet. Das erste Kapitel erschien innerhalb des von Kōdansha herausgegebenen Magazins Morning in Ausgabe 1/2008 vom 6. Dezember 2007. Bisher wurden die einzelnen Kapitel zu 45 Tankōbon-Ausgaben zusammengefasst (Stand Juli 2025).
| Band | Japan            | Japan                  |
| Band | Veröffentlichung | ISBN                   |
| ---- | ---------------- | ---------------------- |
| 01   | 21. März 2008    | ISBN 978-4-06-372674-9 |
| 02   | 23. Juni 2008    | ISBN 978-4-06-372711-1 |
| 03   | 22. Sep. 2008    | ISBN 978-4-06-372732-6 |
| 04   | 22. Dez. 2008    | ISBN 978-4-06-372763-0 |
| 05   | 23. März 2009    | ISBN 978-4-06-372782-1 |
| 06   | 23. Juni 2009    | ISBN 978-4-06-372802-6 |
| 07   | 23. Sep. 2009    | ISBN 978-4-06-372832-3 |
| 08   | 22. Dez. 2009    | ISBN 978-4-06-372858-3 |
| 09   | 23. März 2010    | ISBN 978-4-06-372883-5 |
| 10   | 23. Juni 2010    | ISBN 978-4-06-372909-2 |
| 11   | 22. Sep. 2010    | ISBN 978-4-06-372939-9 |
| 12   | 22. Dez. 2010    | ISBN 978-4-06-372961-0 |
| 13   | 23. März 2011    | ISBN 978-4-06-372981-8 |
| 14   | 23. Juni 2011    | ISBN 978-4-06-387006-0 |
| 15   | 23. Sep. 2011    | ISBN 978-4-06-387038-1 |
| 16   | 22. Dez. 2011    | ISBN 978-4-06-387065-7 |
| 17   | 23. März 2012    | ISBN 978-4-06-387090-9 |
| 18   | 22. Juni 2012    | ISBN 978-4-06-387118-0 |
| 19   | 23. Okt. 2012    | ISBN 978-4-06-387149-4 |
| 20   | 22. Feb. 2013    | ISBN 978-4-06-387169-2 |
| 21   | 21. Juni 2013    | ISBN 978-4-06-387223-1 |
| 22   | 23. Okt. 2013    | ISBN 978-4-06-387263-7 |
| 23   | 20. März 2014    | ISBN 978-4-06-387294-1 |
| 24   | 22. Sep. 2014    | ISBN 978-4-06-388351-0 |
| 25   | 23. Feb. 2015    | ISBN 978-4-06-388425-8 |
| 26   | 23. Juli 2015    | ISBN 978-4-06-388475-3 |
| 27   | 20. Nov. 2015    | ISBN 978-4-06-388523-1 |
| 28   | 22. Apr. 2016    | ISBN 978-4-06-388592-7 |
| 29   | 23. Sep. 2016    | ISBN 978-4-06-388638-2 |
| 30   | 23. Jan. 2017    | ISBN 978-4-06-388680-1 |
| 31   | 23. Juni 2017    | ISBN 978-4-06-388734-1 |
| 32   | 22. Nov. 2017    | ISBN 978-4-06-510508-5 |
| 33   | 23. Apr. 2018    | ISBN 978-4-06-511349-3 |
| 34   | 23. Okt. 2018    | ISBN 978-4-06-513052-0 |
| 35   | 22. März 2019    | ISBN 978-4-06-514749-8 |
| 36   | 23. Aug. 2019    | ISBN 978-4-06-516896-7 |
| 37   | 21. Feb. 2020    | ISBN 978-4-06-518431-8 |
| 38   | 20. Aug. 2022    | ISBN 978-4-06-520366-8 |
| 39   | 22. Feb. 2021    | ISBN 978-4-06-522346-8 |
| 40   | 22. Sep. 2021    | ISBN 978-4-06-524461-6 |
| 41   | 23. Mai 2022     | ISBN 978-4-06-527153-7 |
| 42   | 22. Dez. 2022    | ISBN 978-4-06-530078-7 |
| 43   | 22. Sep. 2023    | ISBN 978-4-06-532538-4 |
| 44   | 23. Juli 2024    | ISBN 978-4-06-536000-2 |
| 45   | 23. Juli 2025    | ISBN 978-4-06-540032-6 |

## Adaptionen

### Anime
Aufbauend auf der Handlung des Mangas entstand die gleichnamige Anime-Fernsehserie Uchū Kyōdai im Animationsstudio A-1 Pictures. Regie führte Ayumu Watanabe, der auch anfangs gleichzeitig an Nazo no Kanojo X arbeitete.
Erstmals ausgestrahlt wurde die Serie mit 99 Folgen in den Morgenstunden vom 1. April 2012 bis 22. März 2014 auf dem Network NNS um den Leitsender Nippon TV. Ebenso wird die Serie als Simulcast von Crunchyroll im englischsprachigen Raum unter dem Titel Space Brothers als Stream mit englischen Untertiteln angeboten.
In den USA wurde die Videovermarktung der Serie von Sentai Filmworks lizenziert.
Am 9. August 2014 kam ein 90 Minuten langer Film namens Uchū Kyōdai #0 (宇宙兄弟#0, sprich engl. number zero) in die japanischen Kinos. Das Drehbuch stammt von Chūya Koyama.

#### Synchronisation
| Rolle        | japanischer Sprecher (Seiyū) |
| ------------ | ---------------------------- |
| Mutta Nanba  | Hiroaki Hirata               |
| Hibito Nanba | Ken’ichirō Ōhashi (KENN)     |

#### Musik
Als Vorspanntitel der Serie wurden verwendet, sowie deren Interpreten:
1. Feel So Moon von Unicorn für die Folgen 1–13,
2. Eureka (ユリーカ, Yurīka) von Sukima Switch für die Folgen 14–26,
3. Yumemiru Sekai (夢見る世界) von Does für die Folgen 27–38,
4. Small World von Fujifabric für die Folgen 39–51,
5. Kienai E (消えない絵) von Magokoro Brothers für die Folgen 52–64,
6. Crater (クレーター, Kurētā) von Merengue für die Folgen 65–75,
7. Halo von tacica für die Folgen 76–87 und
8. B.B. von The Yatō für die Folgen 88–99.

Als Abspanntitel kamen zum Einsatz:
1. Subarashiki Sekai (素晴らしき世界) von Rake für die Folgen 1–13,
2. Kokuhaku (告白) von Angela Aki für die Folgen 14–26,
3. Tete (テテ) von Akihisa Kondō für die Folgen 27–38,
4. Goodbye Isaac (グッバイ・アイザック, Gabbai Aizakku) von Motohiro Hata für die Folgen 39–51,
5. Beyond von Miho Fukuhara für die Folgen 52–64,
6. Yozora no Taiyō (夜空の太陽) von Flower Companyz für die Folgen 65–75,
7. New World von Kasarinchu für die Folgen 76–87 und
8. Anata ga Ireba OK! (あなたがいればOK!) von Serena für die Folgen 88–99.

Die den Anime begleitende Hintergrundmusik stammt von Toshiyuki Watanabe.

### Realfilm
Am 5. Mai 2012 startete eine Umsetzung als Realfilm, in der Mutta von Shun Oguri und Hibito von Masaki Okada gespielt werden. Am Startwochenende war er hinter Thermae Romae auf Platz 2 der japanischen Kinocharts.
Beim südkoreanischen Puchon International Fantastic Film Festival gewann der Film den Publikumspreis und wurde als Bester Film ausgezeichnet.

## Rezeption
Der Manga wurde in den Jahren 2009 und 2010 zweimal für den Manga Taishō nominiert, musste sich aber Chihayafuru und Thermae Romae geschlagen geben. Im Jahr 2011 gewann Chūya Koyama mit Uchū Kyōdai den 56. Shōgakukan-Manga-Preis in der allgemeinen Kategorie zusammen mit Shōhei Manabe für Yamikin Ushijima-kun. Ebenso konnte er im selben Jahr den Kōdansha-Manga-Preis in der allgemeinen Kategorie gewinnen, den er sich mit Chika Umino für Sangatsu no Raion teilte.